# Agnetha Fältskog
Agnetha Åse Fältskog (Jönköping, 5 april 1950) is een Zweedse zangeres, vooral bekend als de blonde zangeres van ABBA. Vóór ABBA was Fältskog al een ster in Scandinavië en na ABBA maakte ze nog een aantal succesvolle soloplaten.

## Biografie

### Debuut
Fältskog groeide op als eerste van twee dochters van Knut Ingvar Fältskog en Birgit Johansson. Als kind gaf ze al snel blijk van haar bijzonder muzikaal talent. Tijdens haar eerste publieke optreden op 6-jarige leeftijd zong ze het zelf gecomponeerde liedje Två små troll (twee kleine trolletjes). In 1958 begon ze pianolessen te volgen en sloot ze zich aan bij het plaatselijke kerkkoor. In 1960 vormde ze samen met haar vriendinnen het trio The Cambers, waarmee ze optrad op lokale podia. De Amerikaanse zangeres Connie Francis was toen haar grote voorbeeld. Om zich ten volle op haar muziekcarrière te kunnen toeleggen, besloot ze op haar vijftiende de schoolbanken te verlaten. Ze ging aan de slag als telefoniste in een autobedrijf, terwijl ze 's avonds optrad als zangeres in het dansorkestje van Bernt Enghardt.

### Doorbraak
Het orkest van Enghardt werd zodanig populair dat Fältskog haar baan als telefoniste al snel opgaf. De breuk met haar vriendje inspireerde haar om zelf het liedje Jag var så kär ('Ik was zo verliefd') te schrijven. Het was haar eerste single en daarmee oogstte ze zoveel succes dat haar zangtalent niet langer onopgemerkt bleef in de nationale media. In 1967 werd ze ontdekt door de Zweedse rocklegende Little Gerhard (pseudoniem voor Karl Gerhard Lundkvist), die toen als producent bij de platenmaatschappij Cupol werkte. Na het horen van de demo nodigde hij Fältskog prompt uit in zijn studio in Stockholm om het liedje in een nieuwe versie (zonder orkest) op te nemen. Na enige aarzeling tekende ze als 17-jarige een contract bij CBS Records. Op 28 januari 1968 werd Jag var så kär met meer dan 80.000 verkochte singles een nummer 1-hit in de Zweedse hitparade.
Na nog een aantal deelnames aan allerhande festivals en liedjeswedstrijden en een mediarel over een zigeunerliedje, Zigenarvän (zigeunervriend) was Fältskog uitgegroeid tot een gerenommeerde artieste. Als singer-songwriter nam ze in die tijd een bijzondere positie in de Zweedse muziekwereld in. Tot op de dag van vandaag heeft ze van alle Zweedse vrouwelijke artiesten de meeste composities in de Zweedstalige hitlijst Svensktoppen gehad.
Via de baas van haar platenmaatschappij ontmoette Fältskog in 1969 de Duitser Dieter Zimmermann. Ze verloofden zich en Zimmermann wierp zich op als haar producer. Maar omdat het door hem aangeboden Duitstalige schlagerrepertoire haar niet beviel, werd de samenwerking snel stopgezet. Ze verbrak de verloving en keerde terug naar Zweden.
In 1970 scoorde ze met Om tårar vore guld ('Als tranen goud waren') opnieuw een gigantische hit in Zweden. Voor deze single moest ze in 1977 na een lang slepende procedure wegens vermeend plagiaat nog wel een vergoeding betalen. Na de uitgave van haar derde album verloofde ze zich met Björn Ulvaeus. Ze produceerden samen haar platen en op 6 juli 1971 trouwden ze in Verum (Zweden).
In 1972 bereikte Fältskogs solocarrière een hoogtepunt. Ze speelde de hoofdrol in de musical Jesus Christ Superstar, die zij deelde met de sterk op haar gelijkende Titti Sjöblom. Het nummer Vart ska min kärlek föra ('Waarheen zal mijn liefde leiden'; oorspronkelijke versie: I don't know how to love him) uit de musical bereikte de top 10.

### ABBA

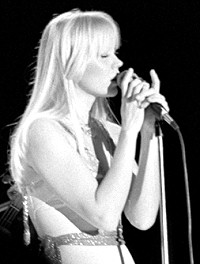
Agnetha Fältskog nog als zangeres bij ABBA in januari 1977

In 1972 startte ze samen met haar echtgenoot en het koppel Benny Andersson en Anni-Frid Lyngstad een band met de naam Björn, Benny, Agnetha en Anni-Frid. In 1973 namen ze de naam ABBA aan en het jaar daarop kwam hun internationale doorbraak toen ze met Waterloo het Eurovisiesongfestival wonnen. De band scoorde in de jaren daarna zowel nationaal als internationaal grote hits waaronder Dancing Queen, Take a Chance on Me en vele andere. ABBA werd het grootste exportproduct van Zweden en was over de hele wereld een succes. Aan het eind van de ABBA-periode, tussen 1980 en 1982, was het vooral Fältskog die, vanwege haar heldere stem, de leadvocals voor de ABBA-singlehits voor haar rekening nam. The Winner Takes It All, Lay All Your Love on Me, One of Us, Head Over Heels en The Day Before You Came zijn allemaal door haar gezongen. Het was dan ook Fältskog die door de mensen werd gezien als het gezicht en de stem van het kwartet. Zelf was ze daar niet helemaal gelukkig mee. Meer dan eens voelde ze zich bedreigd door een massa opdringerige fans en journalisten. Vanwege haar vliegangst had ze bovendien een grote hekel aan verre reizen en tournees. Verteerd door schuldgevoelens en heimwee kon Fältskog het na verloop van tijd niet meer opbrengen om lang bij haar kinderen weg te zijn. Nadat ze in 1979 scheidde van Ulvaeus en in 1981 ook het huwelijk van Andersson en Lyngstad op de klippen liep, besloot de band in 1983 om een pauze in te lassen. Deze pauze leek het einde van de band, totdat in 2018 de band aankondigde dat er nieuwe muziek was opgenomen. In 2021 is het volledige album Voyage uitgebracht met 10 nieuwe nummers, dit heeft 40 jaar geduurd na hun laatste album The Visitors.

### Solocarrière

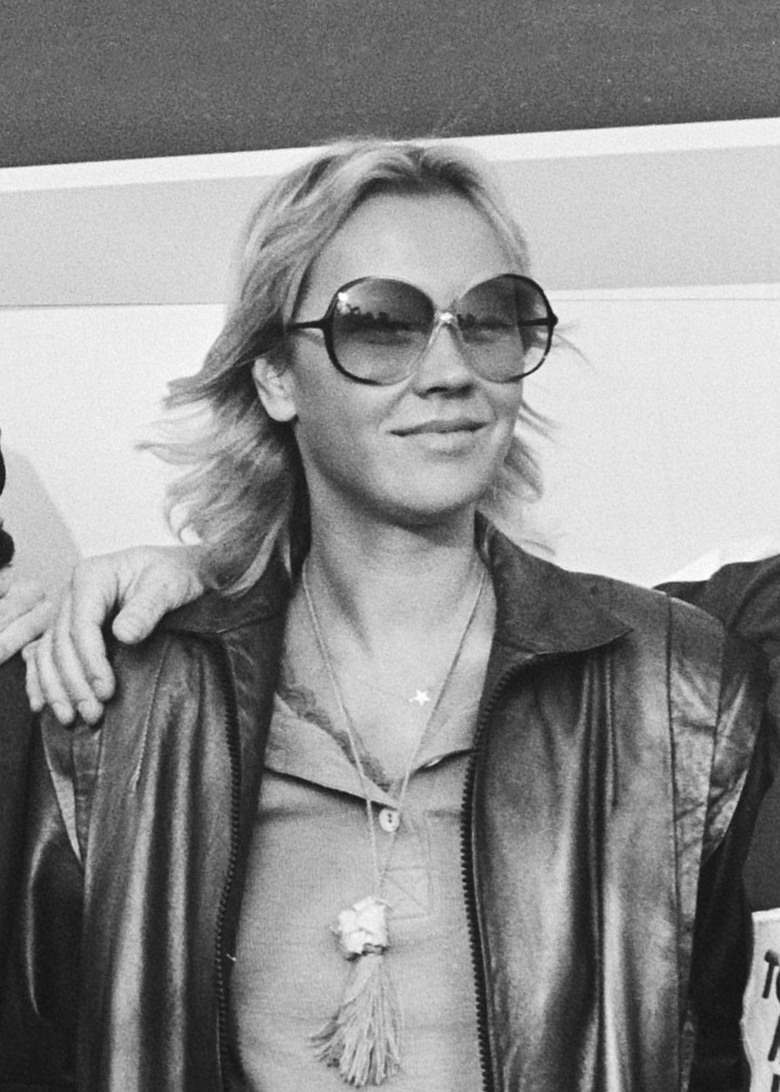
Fältskog in 1979

Nog tijdens haar drukke ABBA-periode vond Fältskog in 1980 toch nog de tijd om samen met haar zevenjarige dochter Linda het kerstalbum Nu tändas tusen juleljus ('Nu worden duizend kerstkaarsen aangestoken') op te nemen. De Zweedstalige elpee, geproduceerd door Michael B. Tretow en uitgegeven door Polar Music, bereikte in januari 1982 de zesde plaats in de Zweedse albumparade. De plaat werd nadien nog herhaaldelijk op cd uitgebracht en is sindsdien een van de best verkochte Zweedse kerstalbums aller tijden.
Fältskog nam in 1982 haar eerste speelfilm Raskenstam op. De film brak in Zweden alle records qua bezoekersaantallen. De recensies waren positief. Hetzelfde jaar nam Fältskog met Tomas Ledin, een populaire Zweedse zanger, het duet Never Again op. Het nummer deed het goed in de Zweedse hitlijsten en ook daarbuiten stond het in een aantal andere landen in de top-30. Een Spaanstalige versie Ya Nunca Mas maakte indruk in Spanje en werd een nummer 1-hit in Chili.
In 1983 startte Fältskog echt met haar internationale solocarrière. Ze nam met producer Mike Chapman het album Wrap Your Arms Around me op. De plaat werd een groot succes en verkocht in het eerste jaar na uitgave meer dan 1,2 miljoen exemplaren. De singles The Heat is on en Wrap Your Arms Around me waren samen ook nog eens goed voor een verkoop van ruim een miljoen exemplaren. In Amerika en Japan kwam Can't Shake Loose op single uit. Het werd haar eerste solohit in de Amerikaanse top 30 (nummer 29). Ze stond wekenlang met haar album op de eerste plaats in Zweden. In hetzelfde jaar werkte ze in Zweden ook mee aan de soundtrack van de thriller P&B. De single It's so Nice to be Rich werd in haar vaderland een top-10-hit. Fältskog werd dat jaar in Zweden gekozen tot de populairste zangeres en won een Rockbjörn. Ook in Duitsland kreeg ze dat jaar enkele populariteitsprijzen. In België scoorde ze een nummer 1-hit met zowel haar album als met haar single Wrap Your Arms Around me. In landen als Engeland en Frankrijk viel de single echter net buiten de top 40. In Nederland behoorde haar album tot de 10 best verkochte albums van 1983. De single Wrap Your Arms Around Me was op vrijdag 22 juli 1983 Veronica Alarmschijf op Hilversum 3 en werd een hit. De plaat bereikte de 5e positie in de Nederlandse Top 40. In zowel de Nationale Hitparade als de TROS Top 50 werd de 4e positie bereikt. In België bereikte de single de nummer 1-positie van zowel de Vlaamse Ultratop 50 als de Radio 2 Top 30.
In Engeland verschenen twee picture discs van Fältskog, die inmiddels zeer gewild zijn bij vinylverzamelaars.
In 1984 presenteerde Fältskog in haar geboortestad Jönköping een speciaal gala waar een kinderkoor een medley van haar solohits ten gehore bracht. Een dag eerder ontving ze van de Zweedse koningin Silvia een onderscheiding. In september van dat jaar ging Fältskog samen met Eric Stewart, gewezen lid van 10cc, de studio in om haar tweede Engelstalige album op te nemen. Het album Eyes of a Woman verscheen in 1985. De eerste single I Won't Let You Go, geschreven door Fältskog zelf, werd een bescheiden hit in Europa en Scandinavië, maar deed het niet goed in Engeland. Het album deed het echter in de rest van Europa wel redelijk en kreeg een eervolle vermelding tijdens het gala in Montreux. In de Zweedse hitlijsten wist het album de tweede plaats te veroveren. Daarbij deed de elpee het ook redelijk goed in Nederland (nummer 15), België, Duitsland (nummer 30), Denemarken en Noorwegen. Uiteindelijk verkocht Fältskog meer dan 600.000 exemplaren.
In 1986 zong Fältskog samen met Ola Håkansson, de zanger van Secret Service, het duet The Way You Are. Het nummer was speciaal geschreven ter promotie van Zweden als kandidaat voor de Olympische Winterspelen van 1992. Zweden kreeg de spelen niet, maar Fältskog scoorde met het nummer in Zweden wel haar grootste hit uit haar solocarrière. De single stond wekenlang op de eerste plaats en haalde tweemaal platina.
In 1987 nam Fältskog samen met haar zoon Christian en een kinderkoor een elpee met kinderliedjes op. De plaat Kom följ med i vår karusell ('Kom mee in onze carrousel') deed het goed in de hitlijsten en was binnen een maand goud. De single På söndag ('Op zondag') bereikte de Zweedstalige hitlijst en kwam terecht in de top 10.
Tijdens een televisiegala in 1986, waar Fältskog samen met Håkansson haar duet zong, ontmoette ze Peter Cetera, de zanger van de Amerikaanse groep Chicago. Ze besloten samen een elpee te maken. Het resultaat was het in 1987 internationaal verschenen album I stand Alone. Ze nam ter promotie drie video's op en nodigde enkele journalisten uit om haar in Stockholm te interviewen. Ook reisde ze samen met coproducent Bruce Gaitsch naar Londen om daar in de veel bekeken tv-show van Terry Wogan op te treden. De single The Last Time kreeg redelijk wat airplay in Europa, maar het succes kwam niet van de grond. Het album deed het niet veel beter. In Duitsland kwam het niet verder dan nummer 47 en in Engeland niet verder dan 72. Maar in Zweden alleen al gingen er meer dan 300.000 exemplaren over de toonbank en stond het album acht weken op nummer 1. De single I Wasn't the One, een duet met Peter Cetera, wist in Amerika de 19e plaats van de Contempary Billboard te halen.
In 1989 laste Fältskog een sabbatperiode in. Ze ging zich meer toeleggen op haar kinderen en stopte met zingen. Ook haar publieke optredens werden tot een minimum teruggebracht.

### Comeback

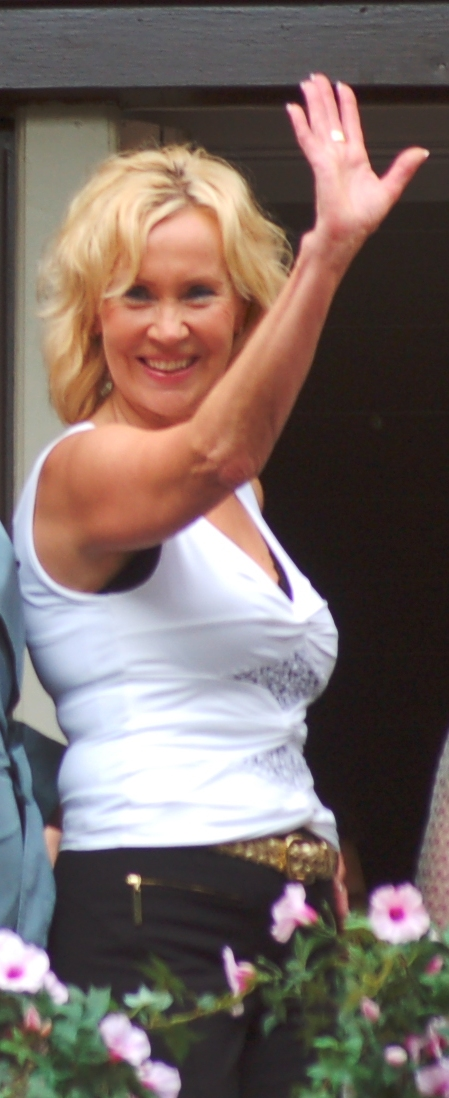
Agnetha Fältskog in 2008

Toch verdween Fältskog niet helemaal van het toneel. Naast haar autobiografie Som jag är ('Zoals ik ben') verscheen in 1996 in Scandinavië ook de dubbel-cd My Love, My Life. Het album was door Fältskog samengesteld en bevat vele van haar Zweeds- en Engelstalige solohits van voor, tijdens en na ABBA. In 1998 kwam internationaal het verzamelalbum That's me - the Greatest Hits uit, een compilatie van haar solohits na ABBA. Dit album bevat ook enkele ABBA-songs en het zelfgeschreven en niet eerder uitgebrachte nummer The Queen of Hearts.
In 2004 maakte ze haar echte comeback met een volledig nieuw album, My Colouring Book, met covers van haar jeugdidolen uit de vroege jaren 60, zoals Sandie Shaw, Art Garfunkel, Doris Day, Connie Francis, Petula Clark en Dusty Springfield. Fältskog scoorde in Scandinavië, Europa en Engeland een hit met de single If I Thought You'd Ever Change Your Mind, oorspronkelijk gezongen door Cilla Black. In Engeland was het nummer zelfs haar grootste solohit en werd het in de midweeksales nummer negen van de officiële hitlijst. In Zweden haalde de single de tweede plaats in de hitlijsten, ondanks de weinig commerciële sound van het nummer. Ook het album deed het goed. In Engeland kreeg Fältskog zeer goede recensies en haar album bereikte er de 12e plaats in de hitlijst. In Engeland, en ook in Zweden, Finland, Denemarken en Duitsland kreeg Fältskog edelmetaal voor haar cd. De tweede single When you walk in the room werd een hit in Zweden en wist ook nummer 34 in de Engelse lijst te bereiken.
Vanwege haar vliegangst liet Fältskog in 1999 verstek gaan op de internationale première van de musical Mamma Mia! in Londen. Bij de Zweedse première van de musical in Stockholm op 12 februari 2005 verscheen ze voor het eerst sinds 16 januari 1986 weer samen in het openbaar met Lyngstad, Andersson en Ulvaeus. Na haar succesvolle comeback in 2004 verschenen medio augustus 2005 de geremasterde versies van Fältskogs eerste twee internationale soloalbums Wrap your arms around me en Eyes of a Woman, compleet met bijzondere bonustracks en een nieuwe vormgeving.
30 jaar na Waterloo won ABBA de Rockbjörnen "Lifetime Achievement Award", een prijs in het leven geroepen door de Zweedse krant Aftonbladet. In het Cirkustheater te Stockholm namen Fältskog en Lyngstad op 23 januari 2009 de prijs samen in ontvangst onder grote belangstelling van publiek, televisie en pers.
In 2012 ontving Fältskog in Zweden de ELLE-Award voor haar voorbeeldfunctie en bijzondere bijdrage als mode-icoon.
Op 13 mei 2013 kwam het album A uit met uitsluitend nieuw materiaal. Met name in Engeland, Duitsland, Zwitserland, Oostenrijk, Ierland, België, Denemarken, Australië en Zweden deed deze cd het erg goed en behaalde hij de platinastatus. In Nederland behaalde Agnetha met haar cd de vierde plaats in de officiële albumlijsten. De cd was geproduceerd door Jorgen Elofsson en Peter Nordahl. In mei bezocht Fältskog twee weken lang Londen om haar nieuwe plaat te promoten. Hierdoor kon ze niet aanwezig zijn bij de opening van het ABBA The Museum in Stockholm, waar Lyngstad, Andersson en Ulvaeus wel aanwezig waren. De clip van When You Really Loved Someone verscheen op 11 maart 2013 op YouTube. Op 12 november 2013 zong Fältskog het lied I should have followed you home live tijdens het door de BBC georganiseerde liefdadigheidsconcert Children in Need Rocks in London. Zij zong het als duet met Gary Barlow. Het was haar eerste live optreden in 25 jaar. Van A werden bijna een miljoen platen verkocht. In 2023 verscheen een remake van A getiteld A+, met daarop nieuwe versies van de nummers op A en één nieuwe track die ook als single werd uitgebracht: Where do we go from here.

### Privéleven
Op 6 juli 1971 trouwde Fältskog onder massale belangstelling van pers en publiek met Björn Ulvaeus. Hun huwelijk hield stand tot 1979. Met Ulvaeus heeft ze twee kinderen. Toen ze in 1983 tijdens een promotietournee bij een ongeval uit haar tourbus werd geslingerd, suggereerde de roddelpers dat ze een miskraam had gehad. In een poging dergelijke insinuaties te vermijden was Fältskog lange tijd zeer karig met interviews.
In 1989 trok Fältskog zich terug op het afgelegen eilandje Helgö, zo'n 25 km ten westen van Stockholm. Op een zwaar bewaakt domein probeerde ze met haar kinderen een normaal, rustig leven te leiden. In 1990 trouwde ze in alle discretie met de chirurg Tomas Sonnenfeld. Pas toen het koppel twee jaar later uit elkaar ging, raakte het nieuws bekend. Na de onverwachte zelfmoord van haar moeder en het overlijden van haar vader een jaar later sloot ze zich steeds meer af van de buitenwereld en kreeg ze te maken met een depressie. In de Zweedse media werd ze wel omschreven als 'De tweede Greta Garbo'. In 1996 schreef ze haar memoires, getiteld Som jag är ('Zoals ik ben'), waarin ze evenwel nauwelijks nieuwe onthullingen deed. Het boek werd negatief onthaald door pers en publiek. In 1997 knoopte Fältskog een liefdesrelatie aan met de Nederlandse vorkheftruckchauffeur Gert van der Graaf die al sinds zijn kindertijd op haar verliefd was. Toen ze na twee jaar de affaire verbrak, begon hij haar te stalken. Hij kreeg van de Zweedse rechter een levenslang verbod om het land binnen te komen.
Na een drie jaar lange relatie met de steenrijke Zweedse high society-figuur en zakenman Bertil Nordstrom leidt ze sinds 2008 opnieuw een teruggetrokken leven op haar landgoed in Ekerö nabij Stockholm. Na het uitbrengen van haar album A gaf Faltskog in mei 2013 een openhartig interview over haar carrière en de moeilijke momenten in haar privéleven.

## Discografie
Zie ook ABBA discografie

### Albums

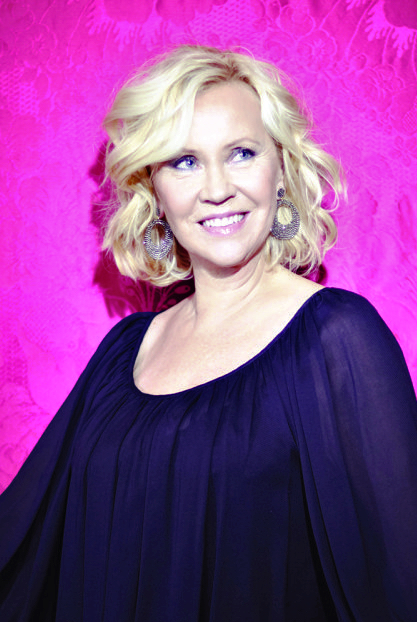
Fältskog in juni 2013

| Album met eventuele hitnotering(en) in de Nederlandse Album Top 100 | Datum van verschijnen | Datum van binnenkomst | Hoogste positie | Aantal weken | Opmerkingen           |
| ------------------------------------------------------------------- | --------------------- | --------------------- | --------------- | ------------ | --------------------- |
| Agnetha Fältskog                                                    | 1968                  | -                     |                 |              |                       |
| Agnetha Fältskog Vol. 2                                             | 1969                  | -                     |                 |              |                       |
| Som jag är                                                          | 1970                  | -                     |                 |              |                       |
| När en vacker tanke blir en sång                                    | 1971                  | -                     |                 |              |                       |
| Agnetha Fältskogs bästa                                             | 1973                  | -                     |                 |              | Verzamelalbum         |
| Elva kvinnor i ett hus                                              | 1975                  | -                     |                 |              |                       |
| Tio år med Agnetha                                                  | 1979                  | -                     |                 |              | Verzamelalbum         |
| Nu tändas tusen juleljus                                            | 10-1981               | -                     |                 |              | kerstalbum            |
| Teamtoppen 1                                                        | 1985                  | -                     |                 |              | Verzamelalbum         |
| Agnetha collection                                                  | 1986                  | -                     |                 |              | Verzamelalbum         |
| Sjung denna sång                                                    | 1986                  | -                     |                 |              | Verzamelalbum         |
| Kom följ med i vår karusell                                         | 1987                  | -                     |                 |              | met Christian Ulvaeus |
| Wrap your arms around me                                            | 31 mei 1983           | 11 juni 1983          | 3               | 21           |                       |
| Eyes of a woman                                                     | 03-1985               | 30 maart 1985         | 15              | 8            |                       |
| I stand alone                                                       | 17 november 1987      | 6 februari 1988       | 22              | 9            |                       |
| Geh' mit Gott                                                       | 1994                  | -                     |                 |              | Verzamelalbum         |
| My love, my life                                                    | 1996                  | -                     |                 |              | Verzamelalbum         |
| That's me                                                           | 1998                  | -                     |                 |              | Verzamelalbum         |
| Svensktoppar                                                        | 1998                  | -                     |                 |              | Verzamelalbum         |
| My colouring book                                                   | 23 april 2004         | 24 april 2004         | 11              | 11           |                       |
| 13 Hits                                                             | 2004                  | -                     |                 |              | Verzamelalbum         |
| Agnetha De Första Åren 1967-1976                                    | 2004                  | -                     |                 |              | Cd-box                |
| My very best                                                        | 10-2008               | -                     |                 |              | Verzamelalbum         |
| A                                                                   | 10 mei 2013           | 18 mei 2013           | 4               | 16           |                       |
| A+                                                                  | 2023                  | -                     | -               | -            |                       |

| Album met hitnotering(en) in de Vlaamse Ultratop 200 albums | Datum van verschijnen | Datum van binnenkomst | Hoogste positie | Aantal weken | Opmerkingen |
| ----------------------------------------------------------- | --------------------- | --------------------- | --------------- | ------------ | ----------- |
| My colouring book                                           | 2004                  | 1 mei 2004            | 38              | 8            |             |
| A                                                           | 2013                  | 18 mei 2013           | 6               | 23           |             |

### Singles
| Single met eventuele hitnotering(en) in de Nederlandse Top 40 | Datum van verschijnen | Datum van binnenkomst | Hoogste positie | Aantal weken | Opmerkingen                                                                            |
| ------------------------------------------------------------- | --------------------- | --------------------- | --------------- | ------------ | -------------------------------------------------------------------------------------- |
| Never again                                                   | 1982                  | 2 oktober 1982        | 24              | 4            | met Tomas Ledin / #19 in de Nationale Hitparade / #27 in de TROS Top 50                |
| The heat is on                                                | 1983                  | 14 mei 1983           | 2               | 10           | #5 in de Nationale Hitparade / #2 in de TROS Top 50                                    |
| Wrap your arms around me                                      | 1983                  | 30 juli 1983          | 5               | 7            | #4 in de Nationale Hitparade / #4 in de TROS Top 50 / Veronica Alarmschijf Hilversum 3 |
| I won't let you go                                            | 1985                  | 16 maart 1985         | 18              | 7            | #17 in de Nationale Hitparade / #18 in de TROS Top 50                                  |
| The last time                                                 | 1988                  | 6 februari 1988       | tip2            | -            | #40 in de Nationale Hitparade Top 100                                                  |
| If I thought you'd ever change your mind                      | 9 april 2004          | 24 april 2004         | 31              | 2            | #20 in de Mega Top 50                                                                  |
| When you really loved someone                                 | 11 maart 2013         | -                     |                 |              | #76 in de B2B Single Top 100                                                           |
| Where do we go from here                                      | 31 augustus 2023      | -                     | -               | -            |                                                                                        |

| Single met hitnotering(en) in de Vlaamse Ultratop 50 | Datum van verschijnen | Datum van binnenkomst | Hoogste positie | Aantal weken | Opmerkingen                                  |
| ---------------------------------------------------- | --------------------- | --------------------- | --------------- | ------------ | -------------------------------------------- |
| Never again                                          | 1982                  | -                     |                 |              | met Tomas Ledin / Nr. 5 in de Radio 2 Top 30 |
| The heat is on                                       | 1983                  | -                     |                 |              | Nr. 2 in de Radio 2 Top 30                   |
| Wrap your arms around me                             | 1983                  | -                     |                 |              | Nr. 1 in de Radio 2 Top 30                   |
| Can't shake loose                                    | 1983                  | -                     |                 |              | Nr. 22 in de Radio 2 Top 30                  |
| I won't let you go                                   | 1985                  | -                     |                 |              | Nr. 7 in de Radio 2 Top 30                   |
| The last time                                        | 1988                  | -                     |                 |              | Nr. 22 in de Radio 2 Top 30                  |
| If I thought you'd ever change your mind             | 2004                  | 1 mei 2004            | 45              | 2            | Nr. 30 in de Radio 2 Top 30                  |
| When you really loved someone                        | 2013                  | 16 maart 2013         | tip19           | -            |                                              |
| Dance your pain away                                 | 2013                  | 27 juli 2013          | tip67           | -            |                                              |
| Where do we go from here                             | 31 augustus 2023      | -                     | -               | -            |                                              |

### NPO Radio 2 Top 2000
| Nummer met noteringen in de NPO Radio 2 Top 2000 | '02  | '03  | '04  | '05  | '06  | '07  | '08  |
| ------------------------------------------------ | ---- | ---- | ---- | ---- | ---- | ---- | ---- |
| Wrap Your Arms Around Me                         | 1391 | 1250 | 1124 | 1198 | 1825 | 1476 | 1461 |

1. ↑  Een vetgedrukt getal geeft de hoogste notering aan.
2. ↑  2002 was het eerste jaar met een notering voor dit nummer.
3. ↑  Deze tabel is bijgewerkt tot en met de laatste editie (2024).

- Bibsys: 1018296
- Biblioteca Nacional de España: XX921011
- Bibliothèque nationale de France: cb13893776q (data)
- Gemeinsame Normdatei: 119519046
- International Standard Name Identifier: 0000 0000 7839 1479
- KulturNav: 1718a400-a2bc-40c0-bae6-d0d8c441bb8f
- Library of Congress Control Number: n91059803
- Nationale Bibliotheek van Letland: 000269800
- MusicBrainz: aebbb417-0d18-4fec-a2e2-ce9663d1fa7e
- Nationale Bibliotheek van Tsjechië: xx0034749
- Nationale Bibliotheek van Israël: 987007404950305171
- Nationale Bibliotheek van Polen: a0000002911972
- Nederlandse Thesaurus van Auteursnamen: 071571574
- Réseau des bibliothèques de Suisse occidentale: 02-A023955517
- Istituto Centrale per il Catalogo Unico: UBOV924745
- LIBRIS: 283813
- Système universitaire de documentation: 179957120
- Virtual International Authority File: 24787008
- WorldCat: E39PBJrKThrRXWBy7HqkRGvvHC